# Marta Manojlović
Marta (serbisch-kyrillisch Марта, bürgerlich Mirjana Manojlović, Мирјана Манојловић; * 16. November 1943 in Brčko, Jugoslawien; † 30. Dezember 2023 in Bijeljina, Bosnien und Herzegowina) war eine Nonne der Serbisch-Orthodoxen Kirche und mehr als 23 Jahre Äbtissin des Klosters Tavna in Bijeljina.

## Leben
Schi-Äbtissin Marta (Manojlović) wurde am 16. November 1943 im Dorf Brezovo Polje in der Nähe von Brčko als Tochter frommer Eltern geboren, die Bauern waren. Bei ihrer Taufe erhielt sie den Namen Mirjana.
Sie begann ihr klösterliches Leben, als sie am 3. Februar 1964 mit der damaligen Äbtissin des Klosters, Mutter Justine (Kerkezović), zum Kloster Tavna in der Nähe von Bijeljina kam, wo sie fünf Jahre als Novizin verbrachte. Sie wurde am 20. April 1969 in Tavna vom Bischof von Zvornik-Tuzlan, Herrn Longin (Tomić), zur Nonne geweiht, wobei sie den Klosternamen Marta erhielt.
Durch die Entscheidung des damaligen Bischofs von Zvornik-Tuzlan, Herrn Vasilij (Kačavende), und der Schwesternschaft des Klosters wurde sie als Nachfolgerin der Äbtissin, Mutter Nedelja (Nikolić), 2001 zur fünften Äbtissin des Klosters Tavna ernannt.
Sie starb am 30. Dezember 2023 in Bijeljina. Sie war 23 Jahre lang die Leiterin des Klosters. Sie wurde am 1. Januar 2024 auf dem Klosterfriedhof im Kloster Tavna beigesetzt.